# یوریس ایونس
یوریس ایوِنس (هلندی: Joris Ivens؛ ‏ ۱۸ نوامبر ۱۸۹۸ – ۲۸ ژوئن ۱۹۸۹) کارگردان فیلم‌های مستند اهل هلند بود.
از فیلم‌هایش می‌توان به داستان باد و باران اشاره نمود.
او مسن‌ترین فیلم‌سازی است که یک اثر را به‌پایان رسانده‌است و فیلم داستان باد را در سن ۸۹ سالگی کارگردانی کرد.
وی همچنین برندهٔ جوایزی همچون جایزه صلح لنین شده‌است.